# Poalei Zion
Poalei Zion (en hebreo: פועלי ציון‎ Trabajadores de Sion; también escrito Poalei Sion o Poale Zion) fue un movimiento sionista socialista originando en los círculos de trabajadores rusos a fines del siglo XIX, que dio origen a los partidos israelíes Mapam, Mapai, y posteriormente a los partidos Meretz y Laborista (Ha-Avodá).

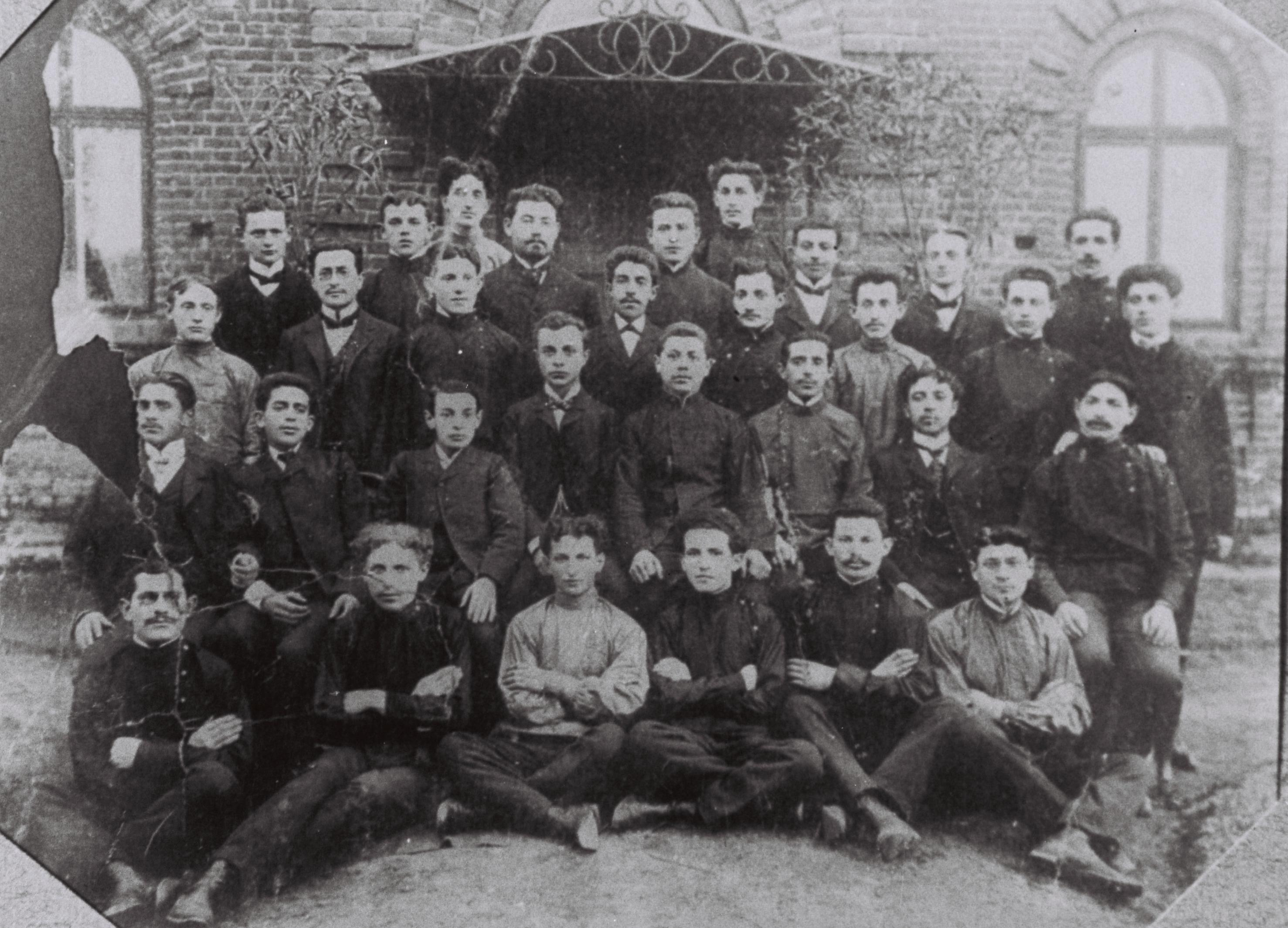
Grupo Poale Zion en Europa.

## Inicio
Luego del rechazo por parte de la Unión General de Trabajadores Judíos (Bund) al Sionismo en 1901, los grupos sionistas socialistas de Rusia fundaron el movimiento Poale Tzion, (Obreros de Zion). Este movimiento mundial se expresó a través de distintos partidos políticos en cada país, con el común denominador de la visión socialista pero con serias divergencias respecto a la visión marxista, que terminaron de expresarse en la división en la década del 20. 
En Estados Unidos se fundó el partido en 1903 y otros partidos se fundaron entre 1904 y 1907 en Austria, Canadá, Inglaterra, Palestina, Argentina y Rumania. En 1910 en Bulgaria.
En marzo de 1906, en Poltava, Ucrania, bajo la dirección de Dov Ber Borojov, se fundó el partido Poalei Tzion Ruso. Su nombre era Partido Socialista Democrático de los Trabajadores Judíos. Su plataforma refleja la visión marxista de la historia de Borojov, con su visión del rol de la identidad nacional como factor en el desarrollo. El segundo congreso se realizó en agosto de 1907 en Cracovia, donde fue aprobado su programa sionista. 
En Palestina, todavía bajo el Imperio Otomano, sus miembros fundaron en 1907 Hashomer, la organización de autodefensa que dio base en 1920 al Haganá. 
Sus representantes participaron en los congresos mundiales sionistas desde el inicio y su federación mundial fue reconocida por la Organización Sionista Mundial. El primer congreso mundial fue realizado en La Haya en 1907. El segundo en Cracovia en 1909.El tercero en 1911 en Viena.
Miembros de este movimiento publicaron un periódico en Argentina, con el título Broit un ehre. Este salió editado entre los años 1909 y 1910, con una desigual periodicidad, ya que solo salieron 6 números. Los anarquistas Pinie Katz era el editor y León Jazanovich el director. Jazanovich era un conocido líder de Poale Zion, que había arribado a la Argentina en julio de 1909. Luego de su llegada al país, comenzó a dar conferencias públicas, en las que cobraba entrada, para financiar la publicación de Broit un Ehere.

## División
En agosto de 1917 se realizó el congreso de la rama Rusa con la participación de Borojov. El partido en Rusia formó parte de la Revolución Bolchevique, y los distintos puntos de vista que a nivel internacional dieron origen a la Tercera Internacional llevaron a la división del Poale Zion, donde su rama no comunista continuó su adhesión a la Segunda Internacional, con una visión social demócrata, reflejada en la política palestina en el partido Ajdut HaAvodá, dirigido por David Ben Gurión. Este se fusionó en 1930 con Hapoel Hatzair, creando así el Mapai, que fue el partido que impulsó la creación del Estado de Israel en 1948, teniendo 3/4 partes de la primera cámara de diputados.
En Palestina su rama comunista se separó, a su vez, en dos facciones, dando origen al Partido Comunista Judío en Palestina en 1921 por un lado, y el otro grupo se fusionó con organizaciones preexistentes, dando origen al partido político Mapam y al movimiento Hashomer Hatzair. Sus kibutzim se federaron en la federación Kibutz Artzi.

## Laborismo
Posteriormente, el Partido Laborista Israelí fue el sucesor del Mapai, mientras que el Mapam formaba parte de la coalición Meretz-Yachad. Los movimientos juveniles y los centros comunitarios siguieron existiendo.